# ポパルトン
ポパルトン（学名: Trachypithecus popa) は、哺乳綱霊長目オナガザル科ラングール属に分類される霊長類。ポッパラングール、ポパラングールとも呼ばれる。
ミャンマーのポッパ山周辺のみ生息する固有種である。森林破壊・密猟などによる影響で、個体数は200-260匹ほどでレッドリストでも絶滅寸前に指定されている。
2020年に新種として記載されたが、以前はファイヤールトン（フェイヤールトン）と同一種だと考えられており、イギリスのロンドン自然史博物館にはイギリス領インド帝国時代に収集された標本が1900年代から保管されていた。

## 分布
ミャンマーのポッパ山（ナッ信仰における聖地）周辺にしか生息していない。主に本種が見られる場所はポッパ山国立公園内とパンロン・ピヤダリン洞窟自然保護区内、ペグー山脈、ヤテッピャン山（Mount Yathae Pyan）の4地点である。ミョージー僧院（Myogyi Monastery）でも似たようなサルが見つかっているが、これは本種とT. melameraの雑種と考えられている。

## 保全状況
そのポッパ山周辺でも200-260匹しか生息しておらず、レッドリストでも絶滅寸前に指定されている。絶滅に瀕している理由はポッパ山において起きている森林破壊・密猟だと考えられている（ミャンマーは2024年現在、森林に関する法の実効性が弱いほか、2021年のクーデターによる政治的混乱によって、国立公園でも環境破壊や密猟が発生する状況にある）。そのほかにもパンロン・ピヤダリン洞窟自然保護区内では石灰岩の採掘がおこなわれているのでそれによる被害もある。
なお、ポッパ山は死火山なので噴火による被害の心配はない。

## 形態
体長（頭胴長）49.8–60センチメートル、尾長72–85.8センチメートル、体重7–8.2キログラム。近縁種と同様に目の周りは白いが、より幅広で丸く縁どられている。頭頂部には長い毛（冠毛）が菱形に生える。腹部は灰褐色で、手と手首は黒い。

## 生態
食性は葉食性。

## 発見
もともとロンドン自然史博物館では、イギリス領インド帝国時代に収集された標本が1900年代から保管されていた。しかし、2020年に到るまでファイヤールトンと同一種と考えられていた。
2018年、カメラトラップを用いた調査で、目が白いサルの姿が確認される。ヤンゴンのファウナ・フローラ・インターナショナル（FFI）研究員らが行ったポッパ山の調査で、サルの糞が収集された。
2020年、ドイツ霊長類センターとFFIによるDNA・ミトコンドリアDNA・骨格の調査が行われた。そして、DNAの違いや、体毛・骨格の違いから新種のサルの糞であることが判明、またロンドン自然史博物館にあるサルの標本とDNAが一致することが分かった。この調査結果は2020年11月11日に『Zoological Research』で発表され、新種記載された。
余談として、ポパルトンが記載されたことで、ファイヤールトンの個体数は記録上減少したことになった。記載論文ではファイヤールトンはバングラデシュ東部からミャンマー西部のT. phayrei（狭義のファイヤールトン）・シャン州から中国雲南省西部のT. melamera（英名Shan State langur、亜種から独立種に昇格）・ミャンマー中部のT. popa（本種）の3種に分割された。

## 人間との関係
保全状況節でも記したように、人間によって行われている森林破壊やその他の環境破壊によって絶滅寸前の状態である。
このような、人間によって絶滅の危機に瀕していること言うことで、ドイツ霊長類センター研究員やファウナ・フローラ・インターナショナル研究員らは本種の保護を呼び掛けている。
また、マンダレー地方域に住む地元民（ほとんどは20代）は「Mahagiri」という団体を設立し、本種をマスコットとして扱っている。ほか、同団体はこのように環境破壊によって生物が失っていくことを多くの人に伝えるために、マスコットが描かれたマグカップやTシャツを売ったり、11月11日（記載論文の公表日）を「Popa Langur Day」としている。